# Nature Nanotechnology
Nature Nanotechnology è una rivista scientifica mensile sottoposta a revisione paritaria e pubblicata dal Nature Publishing Group. È stata fondata nell'ottobre 2006. Il caporedattore è Alberto Moscatelli. Tratta tutti gli aspetti delle nanoscienze e delle nanotecnologie.

## Indicizzazione
Gli abstract e gli articoli dela rivista sono indicizzati da:
- Chemical Abstracts Service
- Science Citation Index
- Current Contents/Physical, Chemical & Earth Sciences
- Current Contents/Engineering, Computing & Technology
- Index Medicus/MEDLINE/PubMed

Secondo il Journal Citation Reports, nel 2022 la rivista ha avuto un indicie di impatto pari a 38.3.